# Henry Isaac
Henry Isaac Nwosu (1980. február 14. –) nigériai válogatott labdarúgó.

## Mérkőzései a nigériai válogatottban
| #  | Dátum           | Ellenfél | Eredmény | Kiírás              | Esemény |
| -- | --------------- | -------- | -------- | ------------------- | ------- |
| 1. | 2000. július 9. | Libéria  | 1 – 2    | Vb-selejtező        | 76'     |
| 2. | 2003. május 25. | Jamaica  | 2 – 3    | barátságos mérkőzés | 66'     |

## Fordítás
- Ez a szócikk részben vagy egészben  a   Henry Isaac című angol Wikipédia-szócikk fordításán alapul.  Az eredeti cikk szerkesztőit annak laptörténete sorolja fel. Ez a jelzés csupán a megfogalmazás eredetét és a szerzői jogokat jelzi, nem szolgál a cikkben szereplő információk forrásmegjelöléseként.